# Abschuss einer Lockheed L-100 der Zimex Aviation
Der Abschuss einer Lockheed L-100 der Zimex Aviation ereignete sich am 14. Oktober 1987. Die Maschine des Typs Lockheed L-100-30 Hercules der Zimex Aviation, die sich auf einen Flug innerhalb Angolas vom Flughafen Kuito zum Flughafen Benguela befand, stürzte dabei nach einer Triebwerksexplosion zu Boden. Es wird vermutet, dass dem Kontrollverlust und Absturz ein Beschuss durch Flugabwehrraketen vorausgegangen war.

## Flugzeug
Bei dem Flugzeug handelte es sich um eine Lockheed L-100-30 Hercules mit der Werknummer 4701, die ihren Erstflug im Jahr 1976 absolviert hatte. Die zivile Variante des Militärtransportflugzeugs Lockheed C-130 Hercules wurde im November 1976 an die Safair ausgeliefert und von ihr mit dem Luftfahrzeugkennzeichen ZS-JVM zugelassen. Im Oktober 1979 und später im Februar 1987 war die Maschine an die Frachtflugsparte der Air Botswana verleast und wurde dabei mit dem Kennzeichen A2-ACA betrieben. Am 24. August 1987 wurde die Maschine durch die Zimex Aviation übernommen und mit dem Luftfahrzeugkennzeichen HB-ILF wiederzugelassen. Das viermotorige Transportflugzeug war mit vier Turboprop-Triebwerken des Typs Allison T56-A-15 ausgestattet.

## Insassen und Flugzweck
Mit der Maschine wurde ein Hilfsgüterflug im Auftrag des IKRK aufgrund des Bürgerkriegs in Angola durchgeführt. An Bord befanden sich vier Besatzungsmitglieder und zwei Passagiere. Mit der Maschine war zuvor ein Flug von Benguela nach Kuito durchgeführt worden; bei diesem Flug handelte es sich um den Rückflug.

## Unfallhergang
Die Maschine hob um 07:50 Uhr in Kuito, Angola, ab. Während des Steigflugs simulierte der Kapitän einen Ausfall von Triebwerk Nr. 1. Die Maschinen stieg dann weiter, auf Flugfläche 240. Vier Minuten und 36 Sekunden nach dem Start explodierte plötzlich Triebwerk Nr. 3. Ein Brand brach aus. Die Maschine verlor rasch an Höhe und kollidierte in dem Dorf Cancao mit acht Häusern, wobei in der Siedlung eine Frau und ein Kleinkind getötet wurden.

## Ursache
Die Ermittler hielten es für möglich, dass die Maschine abgestürzt war, nachdem sie von einer Boden-Luft-Rakete getroffen wurde. Die Herkunft der Rakete konnte nicht ermittelt werden.